# Mahmoud Ahmadinejad
Mahmoud Ahmadinejad, em persa: محمود احمدی‌نژاد (Aradan, Semnan, 28 de outubro de 1956) é um político iraniano que serviu como o sexto presidente de seu país de 2005 até 2013.
Ahmadinejad nasceu numa família pobre, ele se formou em engenharia na universidade e chegou a dar aula. Sua carreira política começou em 1993, mas foi elevado aos holofotes nacionais após sua eleição para prefeito de Tehran em 2003. Em 2005, se candidatou para o cargo de presidente, onde conquistou apoio da ala religiosa e mais conservadora, sendo eleito em segundo turno com 62% dos votos.
Durante sua presidência, Ahmadinejad foi uma figura controversa dentro e fora do Irã. No seu país, o grosso das críticas eram direcionadas a suas políticas econômicas, enquanto no exterior sua postura belicosa anti-ocidental e denúncias de abuso de direitos humanos era altamente questionada. Ele era particularmente conhecido por sua hostilidade contra Israel, Arábia Saudita, o Reino Unido e os Estados Unidos. Em 2007, Ahmadinejad introduziu um plano de racionamento de gasolina para reduzir o consumo de combustível do país e cortar as taxas de juros que os bancos públicos e privados poderiam cobrar. Ele era um fervoroso defensor do programa nuclear iraniano. Sua reelição em segundo turno em 2009 foi disputada, levando a uma enorme onda de protestos e críticas por parte dos países ocidentais.
No seu segundo mandato, Ahmadinejad teve que lutar por poder contra reformistas e tradicionalistas no Parlamento e com a Guarda Revolucionária e o Líder Supremo Ali Khamenei quando ele dispensou o ministro da inteligência Gholam-Hossein Mohseni-Eje'i e apoiou seu controverso conselheiro Esfandiar Rahim Mashaei. Em 14 de março de 2012, Ahmadinejad se tornou o primeiro presidente da história da República Islâmica do Irã a ser convocado pela Assembleia Consultiva Islâmica (o parlamento) para responder a questões sobre sua presidência. Como a constituição iraniana limita o presidente a dois mandatos, Ahmadinejad apoiou a candidatura de Esfandiar Mashaei a presidência. Em junho de 2013, Hassan Rouhani foi eleito como sucessor de Ahmadinejad, assumindo em agosto. A época, o Irã estava isolado no cenário internacional e sob pesadas sanções econômicas, com muitos culpando a postura agressiva e intransigente de Mahmoud Ahmadinejad pelo ostracismo que o país atravessava.
Ahmadinejad tentou se candidatar novamente, para um terceiro mandato, em 2017 e em 2021, mas o Conselho dos Guardiães o rejeitou em ambos os anos.

## Biografia
Mahmoud Ahmadinejad nasceu na aldeia de Aradan, perto da cidade de Garmsar, na província de Semnan no centro-norte do país. Foi o quarto dos sete filhos de um ferreiro chamado Ahmad Sabourjian. A família mudou-se para Teerã quando ele tinha um ano de idade, poucos anos depois trocando o sobrenome original para  Ahmadinejad para evitar discriminação contra famílias rurais.
Em 1975, foi o 130° colocado nos exames nacionais para entrada na universidade. Foi  aceito na Universidade de Ciência e Tecnologia do Irã (علم و صنعت ایران) no campo de Engenharia Civil. Na mesma universidade, obteve seu doutorado em 1987 no campo da Engenharia de Transportes.
No período que antecedeu a Revolução Iraniana, era um dos jovens militantes da oposição ao xá, partidários do aitolá Khomeini. Durante a Guerra Irã-Iraque (1980-1988), serviu no corpo de engenharia militar. Participou também dos serviços de espionagem e atuou como instrutor dos Basij.
Ahmadinejad governou as cidades de Makd e Khoy durante quatro anos e foi conselheiro do governador-geral da província de Curdistão. Tornou-se governador da província de Ardabil, em 1993, sendo destituído em 1997, pelo presidente Mohammad Khatami, num golpe até hoje pouco explicado.
Voltou então à vida universitária, como docente da Universidade de Ciência e Tecnologia do Irã, e a trabalhar como engenheiro civil. Nessa época, foi um dos organizadores do Ansar-e Hezbollah, um grupo popular de vigilantes islâmicos.
Ahmadinejad é membro do Conselho Central da Sociedade Islâmica de Engenheiros, e, quando foi prefeito de Teerã, entre 3 de maio de 2003 e 28 de junho de 2005, consolidou suas relações com a organização conhecida como Abadgaran-e Iran-e Islami, Aliança de Construtores do Irã Islâmico, uma base mais poderosa, da qual se tornou uma das principais personalidades. Sua administração da cidade de Teerã foi muito bem avaliada, o que consolidou seu caminho rumo à presidência do país, principalmente entre os eleitores mais necessitados, por ter constituído políticas que prezavam pelo bem-estar social dos moradores das cidades que governou.
Ganhou reputação e popularidade como um político da linha dura, empenhado em obstruir as reformas  promovidas pelo então presidente  Khatami - pró-ocidente e apoiado, à época, pelo governo George W. Bush - do qual acabaria sendo o sucessor, em 2005.
Na eleição presidencial de 2005, o apoio da Aliança ficou dividido entre ele e Mohammad Bagher Ghalibaf, no primeiro turno. Os membros do Conselho Municipal de Teerã também apoiaram Ahmadinejad, enquanto os deputados do Majlis apoiaram Ghalibaf.
Leal ao Líder Supremo Ali Khamenei, Ahmadinejad foi o  primeiro presidente não clérigo em 24 anos, embora seja considerado ultraconservador e profundamente religioso.
No tocante aos direitos humanos, houve denúncias de aumento das violações, notadamente contra os curdos, durante o governo de Ahmadinejad.
Provocou profunda comoção internacional ao levantar dúvidas acerca das circunstâncias do Holocausto e criticar a interdição imposta sobre  qualquer investigação  sobre o assunto, ponderando que dos 60 milhões de mortos na Segunda Guerra Mundial, muitos dos quais civis, só os judeus foram compensados, destacando ainda que a criação do estado de Israel gerou 5 milhões de refugiados palestinos, dispersos pelo mundo.
Durante entrevista à rede americana ABC concedida para a jornalista Diane Sawyer no noticiário ABC World News with Charles Gibson, em 2007, declarou que "o direito de Israel existir é uma questão para os palestinos," citando o caso da desintegração da União Soviética por decisão dos diferentes povos que a integravam. "Com base na carta das Nações Unidas, deixem os palestinos decidirem." Também acusa Israel de massacres contra os palestinos, de expulsá-los de suas terras e de dividir suas famílias. Protagonizou outra polêmica quando o The Daily Telegraph levantou a hipótese de seu pai ter sido judeu, logo desmentida por uma reportagem do The Guardian.
Tem ganho um enorme protagonismo na cena internacional devido à sua política energética, que visa o desenvolvimento de energia nuclear.  Ahmadinejad defende o programa nuclear iraniano: "Vamos prosseguir com nosso caminho dentro do marco da  Agência Internacional de Energia Atômica AIEA", declarou, ao mesmo tempo que pediu o "desarmamento nuclear global". Declarou-se disposto a dialogar com todos os países do mundo - exceto Israel - assegurando que o programa tem fins pacíficos. No entanto, os Estados Unidos, Israel e alguns dos principais da União Europeia suspeitam que o programa nuclear civil seja apenas disfarce para um suposto projeto militar paralelo de desenvolver armas nucleares. O grupo de países membros permanentes do Conselho de Segurança da ONU mais a Alemanha chegou a oferecer a suspensão de parte das sanções existentes contra o Irã, em troca da interrupção de seu programa nuclear, mas a proposta foi rejeitada pelo governo iraniano.
Durante meados desse ano o Irã juntou-se a vários países e rechaçou veementemente os lançamentos de mísseis realizados pela Coreia do Norte, numa reafirmação de seu desejo de seguir com seu programa de energia nuclear para fins pacíficos, num país de poucos rios.

## Reeleição
Mahmoud Ahmadinejad disputou as eleições presidenciais iranianas de 2009, apesar das centenas de denúncias de fraude eleitoral, pouca coisa foi apurada, dando assim a vitória para ele no primeiro turno, com 62,63% dos votos. A oposição denunciou as fraudes, mas o governo sufocou os protestos com prisões e mortes, sobretudo em Teerã e em outras grandes cidades, onde grande parte da população manifestou seu apoio à oposição, sendo que muitas das manifestações terminaram em confrontos diretos com a polícia e com as milícias islâmicas Basij.
O segundo colocado na eleição, o reformista Mir Hossein Mousavi pediu formalmente a anulação do pleito.

## Direitos Humanos
Segundo a Human Rights Watch, "desde que o presidente Ahmadinejad chegou ao poder, o tratamento dos detidos piorou na prisão de Evin assim como em centros de detenção operados clandestinamente pelo Poder Judiciário, pelo Ministério da Informação e pelo Corpo da Guarda Revolucionária Islâmica". A Human Rights Watch também declarou: "O respeito pelos direitos humanos básicos no Irã, especialmente a liberdade de expressão e reunião, deteriorou-se em 2006. O governo tortura e maltrata rotineiramente os dissidentes detidos, inclusive por prolongado confinamento solitário."
Em Abril de 2007, a polícia de Teerão (que está sob a supervisão do Líder Supremo Ali Khamenei) iniciou uma  repressão mais feroz do que é conhecido como o “mau hijab” , isto é, mostrar mais partes do corpo feminino do que o rosto e as mãos.
Em 2012, Ahmadinejad afirmou que a AIDS (SIDA) foi criada pelo Ocidente para enfraquecer os países mais pobres, e criar um mercado para as firmas farmacêuticas ocidentais. Afirmou que  no Irão não existem  homossexuais. Ele também descreveu a homossexualidade como "feia [...] os homossexuais são como ladrões".

## Reunião com judeus ortodoxos de Nova York
Em 24 de setembro de 2007, quando se encontrava em Nova York para participar da Assembleia Geral das Nações Unidas,  Mahmoud Ahmadinejad foi homenageado pelos líderes do Neturei Karta International, um pequeno grupo de judeus ultra-ortodoxos antissionistas. Na ocasião, os rabinos enfatizaram a paz e a amizade seculares entre judeus e muçulmanos, reafirmando seu desejo de paz entre os dois povos, e sua rejeição ao sionismo, que consideram contra os princípios da Torá.

## Frase polêmica
Em 26 de outubro de 2005, a IRIB News, uma agência de notícias estatal do governo iraniano que transmite em inglês, controlada pela Islamic Republic of Iran Broadcasting (IRIB), arquivou uma discurso de Ahmadinejad para a conferência "World Without Zionism" na Ásia, intitulado: Ahmadinejad: Israel must be wiped off the map. A história foi divulgada pelos meio ocidentais e rapidamente se tornou um assunto muito comentando em todo mundo.
Muitos meios de comunicação repetiram a afirmação da IRIB de Ahmadinejad como "Israel deve ser varrida do mapa", em português isso significa "causar o fim de um lugar", ou "apagar completamente", ou ainda, "destruir completamente".
A frase de Ahmadinejad foi "بايد از صفحه روزگار محو شود" de acordo com o texto publicado na página do escritório presidencial.
A tradução apresentada como oficial pela IRNA foi contestada por Arash Norouzi, o qual disse que a afirmação "varrida do mapa" nunca foi feita e que Ahmadinejad não se referiu a nenhuma nação ou região de Israel, mas ao "regime ocupando Jerusalém". Norouzi traduziu o original persa para inglês, com o resultado, "o Imam disse que o regime que ocupa Jerusalém deve ser desaparecer (ou dissipar-se) da página do tempo." Juan Cole, um professor de história do Oriente Médio moderno e sul da Ásia da Universidade de Michigan, concordou com a tradução para a frase como, "o Imam disse que o regime ocupando Jerusalém (een rezhim-e eshghalgar-e qods) deve [desaparecer da] página do tempo (bayad az safheh-ye ruzgar mahv shavad). De acordo com Cole, "Ahmadinejad não disse que ele iria 'varrer Israel do mapa' porque não existe esse tipo de expresão em persa." Alternativamente, "ele disse que esperava que seu regime, i.e., um estado judeu-sionista ocupando Jerusalém, poderia entrar em colapso." O Middle East Media Research Institute (MEMRI) traduziu a frase similarmente, como "esse regime" deve ser "eliminado das páginas da história."

## Discurso na ONU
Em seu discurso, durante a 65ª Assembleia Geral das Nações Unidas, a 22 de setembro de 2011, Ahmadinejad denunciou os EUA e as outras potências ocidentais por vários crimes contra a humanidade. O líder iraniano é de opinião  que os  "misteriosos" ataques do 11 de setembro foram um trabalho interno dos EUA ("inside job") e se tornaram pretexto para que os norte-americanos iniciassem guerras no Afeganistão e no Iraque. Além disso, mais uma vez, abordou o Holocausto:
"Se alguns países europeus ainda se servem do Holocausto, depois de sessenta anos, como pretexto para continuar a pagar resgate, pagar à chantagem dos sionistas, não será também obrigação daqueles mesmos senhores de escravos e potências coloniais pagar indenizações às nações afetadas?(...)

"Servindo-se de uma rede imperial de imprensa e comunicações, que sempre esteve como ainda está sob a influência do pensamento colonialista, ameaçam qualquer opinião que discuta a versão oficial do Holocausto, do 11 de setembro e da violência dos exércitos invasores e ocupantes."
Mencionou também a escravidão americana e europeia dos africanos: "Quem arrancou à força dezenas de milhões de pessoas de seus lares na África e em outras regiões do mundo, durante o sombrio período da escravidão(...)?"  não referindo porém o histórico amplo envolvimento muçulmano no comércio de escravos em  África, Médio Oriente e Ásia.
Quando o presidente iraniano começou a atacar a Europa e os Estados Unidos, classificando-os como "potências arrogantes" e governadas pela ganância, um diplomata americano abandonou o plenário. Em seguida, 27 representantes europeus também deixaram o lugar, numa ação coordenada de protesto.
O discurso repercutiu na imprensa ocidental, registrando-se muitas manifestações violentamente contrárias e algumas parcialmente favoráveis.